# Licuala montana
Licuala montana är en enhjärtbladig växtart som beskrevs av Carl Lebrecht Udo Dammer och Karl Moritz Schumann. Licuala montana ingår i släktet Licuala och familjen Arecaceae. Inga underarter finns listade i Catalogue of Life.